# Juliano de Alexandria
Juliano de Alexandria foi um patriarca de Alexandria. Seu patriarcado aconteceu entre 178 e 189. É reverenciado como santo pela Igreja Copta, sendo sua festa comemorada no dia 18 de março (oitavo dia de Baramhat, no calendário copta)
Após sua ascensão ao Patriarcado, os pagãos da cidade não permitiram mais que os bispos saíssem da cidade de Alexandria, mas Juliano costumava sair em segrego para ordenar presbíteros por toda região.
Uma tradição da Igreja Copta afirma que, antes que ele morresse, alguém lhe traria um cacho de uvas e este seria o seu sucessor. Demétrio, jardineiro das vinhas, encontrou um cacho de uvas fora de época e o levou para Juliano. Ele ficou muito contente, reuniu os bispos e lhes contou sobre sua visão, comandando em seguida que eles entronassem Demétrio depois dele.